# レッカ
レッカ（1984年9月11日 - ）は、台湾の台北市出身のプロレスラー。

## 経歴
2003年
- 1月23日、地元台湾のプロレス団体「IWL」でデビュー。

2013年
- 12月28日、琉球ドラゴンプロレスリングのKOZA BATTLE FESTA2に、新台湾プロレス所属として同じく新台湾プロレスのスカイ・コウと参戦。ハイビスカスみぃ&キャプテン・イーグルのタッグと対戦。その後は同団体の合宿所に住み練習や営業をこなす。

2014年
- 3月1日、2ヶ月間参戦した琉球ドラゴンプロレスリングでラストマッチを行い台湾に帰国。
- 4月5日、再び琉球ドラゴンプロレスリングにレッカ一人で参戦。
- 8月23日、ドリームタッグpresents KOZA BATTLE FESTA3に参戦し、新台湾プロレス所属のア・ヨン・ゴと対戦。

2015年
- 9月6日、沖縄で試合を行うDRAGON GATEに参戦し、第0試合で美ら海セイバー、首里ジョーとタッグを組みRYUKYU-DOGディンゴ、ティーダヒート、ウルトラソーキと対戦。

2016年
- 3月21日、全日本プロレス沖縄大会に参戦。結果はパートナーのヒージャーキッドマンがハイビスカスみぃに敗れる。
- 3月26日、DDTプロレスリング新宿大会に登場。11月20日にレッカの地元である台北でDDTが大会を行うことを聞きつけ、「力になりたい。日本でもっとプロレスをしたい。DDTとDNAに入団させてください！」と大社長高木三四郎に直訴。このとき同じくDDTに入団を希望するKENSOとともに高木に手を差し出すが、高木はレッカのみと握手し新台湾プロレスとDDT NEW ATTITUDEの2団体所属となる。しかし、入団を拒否されたKENSOはレッカの入団を拒否。高木は3月6日に新台湾プロレスに参戦しておりレッカに目をつけていた。
- 4月1日、DNA所属第一戦としてワンチューロとのシングルマッチを行い、飛びつき腕ひしぎ逆十字固めで勝利。
- 4月2日、DDTに入団を希望するKENSOが、レッカのDNA入団を認めるかどうかを決めるシングルマッチを行い敗北。DDT本隊にはこれが初参戦となる。
- 4月17日、琉球ドラゴンプロレスリングにおいて、「レッカ卒業スペシャル」と題し、美ら海セイバーと組みグルクンマスク&RYUKYU-DOGディンゴを相手に対戦。
- 4月24日、琉球ドラゴンプロレスリング旗揚げ3周年記念大会に参戦し、琉球ドラゴンプロレスリングを卒業。
- 4月29日、キング・オブ・ダーク王座に初挑戦。王者伊橋剛太に勝利し王座戴冠を免れた。
- 同日、KAIENTAI DOJOに初参戦。若手選手の登龍門K-METAL LEAGUE2016に参戦。レッカにとっては初のリーグ戦となる。結果は大日本プロレスの野村卓矢、GO浅川の2人から勝利し勝ち点4でリーグ戦を終えた。

2018年
- DNA解散後日本を離れ海外遠征を行う。

2019年
- 3月1日、CIMAが上海に設立したOWEに入団[1]。

## 得意技
飛びつき式腕ひしぎ逆十字固め
台湾エルボー
ばってん×ぶらぶらのご当地エルボーと同型。台湾の名物を叫びながら倒れた相手ににじり寄ってからのエルボードロップ。
ゴールデンカムイ
仰向けの相手の下から両足と首と片腕を極め腰を絞り上げる複合ジャベ。
テレモト
変形のスナップメア・ドライバー。
インフェルノ
ファイヤーマンズキャリーに担いだ相手の頭を押し上げ、自分の頭上を通してエメラルドフロウジョンの形で落とす。
独自開発した技であったが結果的にkagetoraの一騎当千と同形になったため改めて使用許諾を得た。技名は9mm Parabellum Bulletの同名曲から。
ジネツコウ・カミカゼ・ドライバー
カミカゼと同型。カミカゼの使い手であるリッキー・フジより使用権と命名権を取得した。
烈火大斬刀
アルゼンチン・バックブリーカーの体勢から相手の頭方向に片足を軸として旋回する勢いで前に倒れこみつつ相手を背中からマットに叩き付ける。技名はスーパー戦隊シリーズ「侍戦隊シンケンジャー」に登場する武器の名前から。

## タイトル歴
- 初代UWC無差別級王座
- 第4代NTW無差別級王座

## 人物・エピソード
- 橋本真也を尊敬している[2]。
- テレビで初めてみたプロレスラーはTAKAみちのく[2]。

## 入場曲
- Sweetest vengeance

## 舞台出演
- DDTドラマティックドリームシアターDNA組「櫻農カプリチオ～櫻ヶ丘農業高等学校狂想曲～」（2018年7月5日 ‐ 7日、東京・千本桜ホール）‐ 用務員・李高明 役